# Miloslav Kvasnička
Miloslav Kvasnička (* 22. srpna 1963 Český Brod) je bývalý český závodník v cyklokrosu a na horském kole (disciplína cross country). Je trojnásobným vicemistrem světa v cyklokrosu (1× v kategorii juniorů, 2× v kategorii amatérů). Stal se průkopníkem závodění na horských kolech v České republice. Až do roku 2008 byl plných sedmnáct let držitelem nejlepšího umístění českého bikera v cross country na mistrovství světa (14. místo v Cioccu 1991), než ho překonal Jaroslav Kulhavý. V současnosti je cyklistickým trenérem (v dimp GIANT Cycling teamu trénuje Jana a Jitku Škarnitzlovi a mládež) a dále provozuje obchod s cyklistickými potřebami MKV Sport na Žižkově.
Je ženatý, má dceru a syna. Syn Tomáš Kvasnička (* 1990) závodí v silničních a dráhových disciplínách kvůli vrozenému handicapu v kategorii spastiků (CP3) a na paralympiádě v Pekingu 2008 vybojoval tři bronzové medaile, za své úspěchy byl vyhlášen nejlepším handicapovaným juniorem České republiky za rok 2008.

## Výsledky
- 1981 MS v cyklokrosu, junioři (Tolosa) – 2. místo
- 1984 MS v cyklokrosu, amatéři (Oss) – 2. místo
- 1990 MS v cyklokrosu, amatéři (Getxo) – 2. místo
- 1991 MS MTB - cross country, elite (Ciocco) – 14. místo